# Rosa pouzinii
Rosa pouzinii — вид рослин з родини розових (Rosaceae); поширений у західному Середземномор'ї.

## Опис
Кущ від 1 до 2(3) метрів заввишки, часто червонуватий, з тонкими гнучкими гілками. Колючки гачкоподібні або аркові, досить різко розширені біля основи. Листки майже завжди голі, з 5–7 маленькими, еліптичними листочками розміром 4–35(40) × 4–25(30) мм, з вузькими глибокими зубцями. Квітки поодинокі або групами по 2–3 квітки. Пелюстки 10–27 мм, загострені або низько обрізані, рожеві, рідко білуваті. Чашолистки не стійкі на плодах. Плід 2–17 мм, яйцювато-еліптичний, голий або зі забитими залозами до основи, червоний.
Період цвітіння: червень — липень.

## Поширення
Поширений у західному Середземномор'ї — Марокко, Алжир, Туніс, Португалія, Іспанія, Андорра, Франція, Італія.
Населяє сухі та посушливі місця.

## Галерея

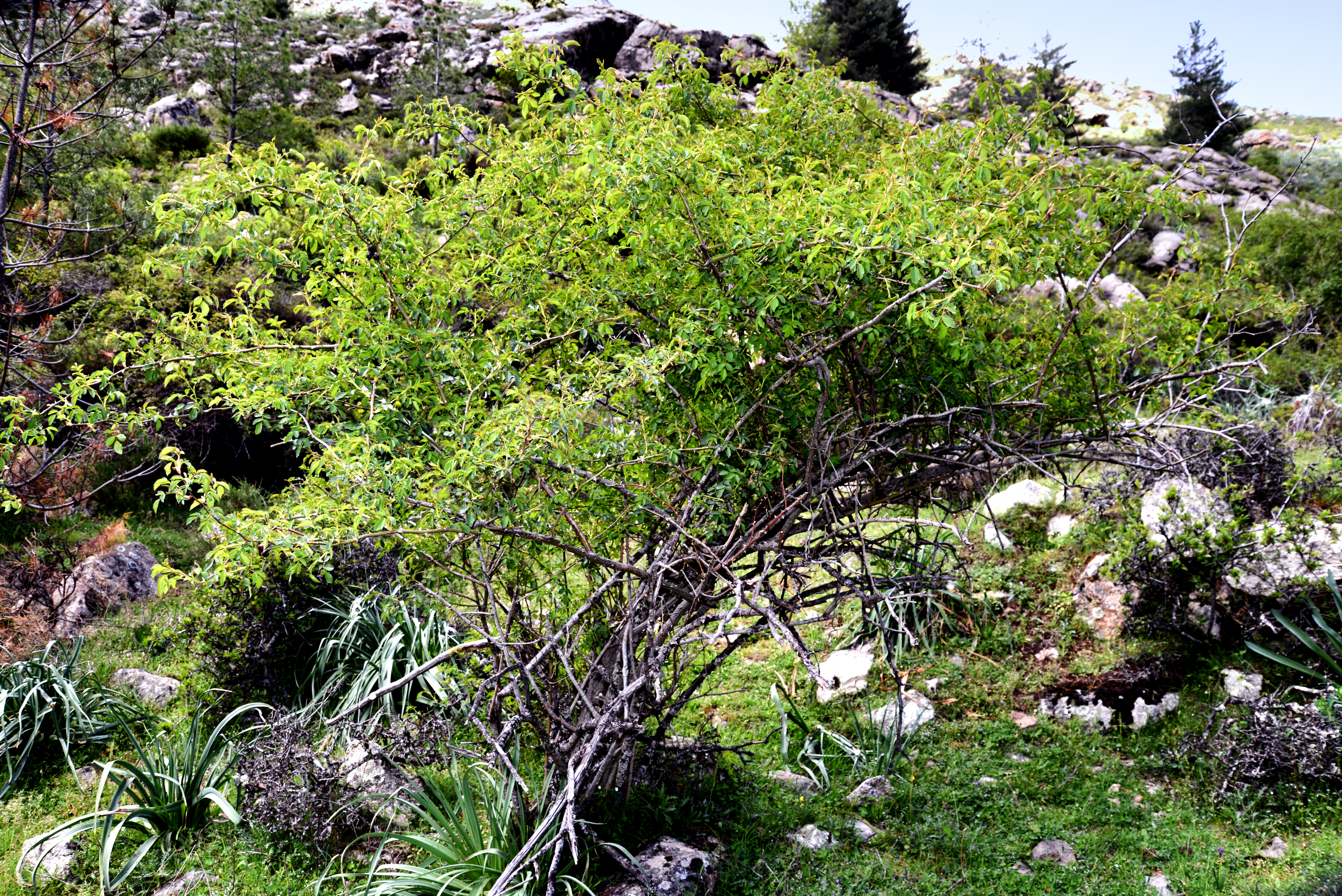
кущ
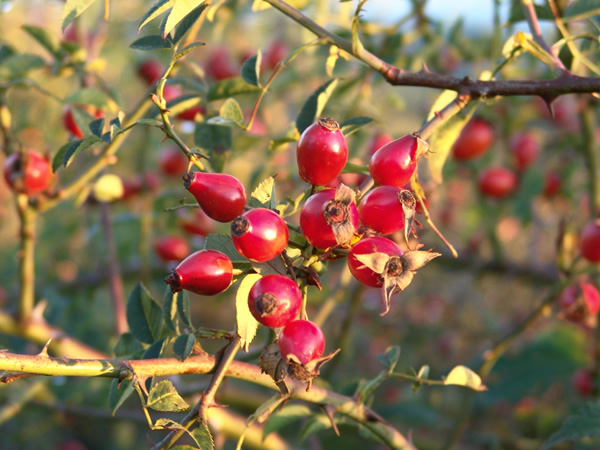
плоди